# Krasnikovo
Krasnikovo (en rus: Красниково) és un poble de l'óblast de Tambov, a Rússia, segons el cens del 2010 tenia 324 habitants.